# Matonia
Matonia es un género de helechos perteneciente a la familia Matoniaceae.

## Taxonomía
El género fue descrito por R.Br. ex Wall. y publicado en Plantae Asiaticae Rariores 1(1): 16. 1829. La especie tipo es: Matonia pectinata R. Br. 

## Especies
- Matonia foxworthyi Copel.
- Matonia pectinata R. Br.